# Светско универзитетско дебатно првенство
Светско универзитетско дебатно првенство (енгл. World Universities Debating Championship, WUDC) је највеће дебатно такмичење и један од највећих годишњих међународних студентских догађаја на свету. Формат турнира је британски парламентарни, а главни језик на којем се дебатује је енглески. Светски универзитетски дебатни Савет сваке године бира домаћина (универзитет или дебатну институцију) за идућу годину. Жаргонски назив турнира је “Светско”, а победници турнира добијају титулу “светског првака”.

## Организација
Првенство се обично одржава у данима након католичког Божића, јер су првобитни турнири одржавани у земљама које у то време имају празнични распуст. Иако многе земље које су касније постале учеснице не славе Божић, датум је остао исти. У протеклих неколико година, девет прелиминарних рунди првенства се одржавало од 29. до 31. децембра, елиминационе рунде су почињале 2. јануара, а велико финале 3. јануара.
Укупан број тимова на првенству већ неко време варира између 150 и 400, у зависности од капацитета домаћина. Заједно са судијама и организаторима, то укључује 500 до 1000 учесника укупно, са око 90 соба за дебатовање и састанке.

## Правила
Првенство почиње са девет прелиминарних рунди, са системом “упаривања по рангу” како турнир одмиче, гледајући да се у собама налазе тимови који су исте снаге. У свакој дебатној соби дебатују два тима у улози “владе” и два тима у улози “опозиције”. Процес рангирања и бодовања тимова познат је као “табинг”. Бодовање тимова врше судије, које углавном чине студенти или бивши студенти институција које се такмиче и имају дебатно искуство, тако што враћају “белоте” (листиће) са бодовима судијском тиму. Судијски тим води Главни судија којем помажу један или више заменика. Заменици нису чланови институције која је домаћин турнира.
Девет прелиминарних рунди се завршава “брејком”, када се врши прозивка тимова који настављају такмичење и иду у елиминационе рунде. Традиционално, прозивка се врши за време новогодишње ноћи, мада подлеже сатници самог турнира. У осмину финала пролазе 32 тима, а системом елиминације по два тима из сваке собе иду даље у четвртфинале, полуфинале и велико финале. Док је у прелиминарним рундама обично ангажовано по троје судија, у елиминационим суди петоро, а у финалу седам судија.
Постоје посебни брејкови за тимове којима је енглески језик секундарни (енгл. English-as-a-second language, ESL), за тимове којима је енглески језик страни (енгл. English-as-a-foreign language, EFL).

## Претходна такмичења

### Организатори и победници
| Година | Број тимова | Организатор                              | Победник                         | Победник ЕСЛ                                | Победник ЕФЛ                                   |
| 2019.  | 268         | Универзитет у Кејптауну                  | Универзитет у Сиднеју            | Хебрејски универзитет у Јерусалиму          | Кеио универзитет                               |
| 2018.  | 394         | Мексичка дебатна асоцијација             | Универзитет Харвард              | Универзитет у Оксфорду                      | Понтификални универзитет Комиљас               |
| 2017.  | 394         | Дебатна удружења Холандије               | Универзитет у Сиднеју            | Универзитет у Тел Авиву                     | Универзитет у Београду                         |
| 2016.  | 398         | Америчка пољопривредна школа у Солуну    | Универзитет Харвард              | Универзитет Де Ла Сале                      | Атински политехнички универзитет               |
| 2015.  | 440         | Технолошки Универзитет МАРА              | Универзитет у Сиднеју            | Кинески универзитет у Хонг Конгу            | Универзитет Адам Мицкјевич                     |
| 2014.  | 372         | Државна правна школа Универзитета Индије | Универзитет Харвард              | Исламски универзитет Бандунг                | Берлинска дебатна унија                        |
| 2013.  | 387         | Берлинска дебатна унија                  | Универзитет Монаш                | БРАЦ Универзитет                            | Универзитет у Порту                            |
| 2012.  | 360         | Универзитет Де Ла Сале                   | Универзитет Монаш                | Универзитет у Тел Авиву                     | Евха женски Универзитет                        |
| 2011.  | 316         | Универзитет Боцване                      | Универзитет Монаш                | Универзитет у Хаифи                         | Универзитет у Токију                           |
| 2010.  | 316         | Коч Универзитет                          | Универзитет у Сиднеју            | Универзитет у Тел Авиву                     | Московски државни институт међународних односа |
| 2009.  | 316         | Универзитет у Корку                      | Универзитет у Оксфорду           | Универзитет Бабеш-Бољаи                     | Универзитет у Вилњусу                          |
| 2008.  | 396         | Асумпшон Универзитет у Бангкоку          | Универзитет у Оксфорду           | Слободни Универзитет у Амстердаму           | Кејо Универзитет                               |
| 2007.  | 344         | Универзитет Британске Колумбије          | Универзитет у Сиднеју            | Острвски међународни Универзитет у Малезији | Ћингхуа Универзитет                            |
| 2006.  | 324         | Универзитет у Корку                      | Универтитет у Торонту            | Еразмус Универзитет у Ротердаму             |                                                |
| 2005.  | 312         | Мултимедија Универзитет                  | Универзитет у Отави              | Национални Универзитет Малезије             |                                                |
| 2004.  | 304         | Нанјанг Технолошки Универзитет           | Почасно удружење Средњег Храма   | Национални Универзитет Сингапура            |                                                |
| 2003.  | 193         | Универзитет у Стеленбошу                 | Универзитет у Кембриџу           | Национални Универзитет Сингапура            |                                                |
| 2002.  | 228         | Универзитет у Торонту                    | Универзитет у Њујорку            | Хебрејски Универзитет у Јерусалиму          |                                                |
| 2001.  | 284         | Универзитет у Глазгову                   | Универзитет у Сиднеју            | Атенео де Манила Универзитет                |                                                |
| 2000.  | 204         | Универзитет у Сиднеју                    | Универзитет Монаш                | Национални Универзитет Сингапура            |                                                |
| 1999.  | 171         | Атенео де Манила Универзитет             | Универзитет Монаш                | Универзитет Санто Томас                     |                                                |
| 1998.  | 292         | Дири Колеџ                               | Почасно удружење Сиве Крчме      | Удружење Свети Стефан                       |                                                |
| 1997.  | 177         | Универзитет у Стеленбошу                 | Универзитет у Глазгову           | Национални Универзитет Сингапура            |                                                |
| 1996.  | 247         | Универзитет у Корку                      | Маквари универзитет              | Дири Колеџ                                  |                                                |
| 1995.  | 243         | Универзитет Принстон                     | Универзитет у Новом Јужном Велсу | Нанјанг Технолошки Универзитет              |                                                |
| 1994.  |             | Универзитет у Мелбурну                   | Универзитет у Глазгову           | Универзитет у Стеленбошу                    |                                                |
| 1993.  |             | Универзитет у Оксфорду                   | Универзитет Харвард              | Универзитет у Делхију                       |                                                |
| 1992.  |             | Тринити Колеџ у Даблину                  | Универзитет у Глазгову           |                                             |                                                |
| 1991.  |             | Универзитет у Торонту                    | Универзитет Макгил               | Универзитет у Делхију                       |                                                |
| 1990.  |             | Универзитет у Глазгову                   | Универзитет Јејл                 |                                             |                                                |
| 1989.  |             | Универзитет Принстон                     | Универзитет у Сиднеју            |                                             |                                                |
| 1988.  | 90          | Универзитет у Сиднеју                    | Универзитет у Оксфорду           |                                             |                                                |
| 1987.  |             | Универитетски Колеџ Даблин               | Универзитет у Глазгову           |                                             |                                                |
| 1986.  | 54          | Фордам Универзитет                       | Универзитет у Корку              |                                             |                                                |
| 1985.  |             | Универзитет Макгил                       | Почасно удружење Краљеве Крчме   |                                             |                                                |
| 1984.  |             | Универзитет у Единбургу                  | Универзитет у Сиднеју            |                                             |                                                |
| 1983.  |             | Универзитет Принстон                     | Универзитет у Глазгову           |                                             |                                                |
| 1982.  |             | Универзитет у Торонту                    | Универзитет у Окланду            |                                             |                                                |
| 1981.  | 43          | Универзитет у Глазгову                   | Универзитет у Торонту            |                                             |                                                |

### Најбољи говорници турнира
| Година | Најбољи говорник   | Универзитет            | Најбољи говорник ЕСЛ | Универзитет                      | Најбољи говорник ЕФЛ       | Универзитет                                |
| 2019.  | Џејмс Стратон      | Универзитет у Сиднеју  | Ђиђи Џил             | Универзитет у Оксфорду           | Антонио Фабрегат Марианини | Понтификални универзитет Камиљас           |
| 2018.  | Дан Лахав          | Универзитет у Оксфорду | Дан Лахав            | Универзитет у Оксфорду           | Себастијан Дасо            | Понтификални универзитет Камиљас           |
| 2017.  | Рафи Маршал        | Универзитет у Оксфорду | Амира Наташа Мур     | Међународни исламски универзитет | Огњен Миладиновић          | Универзитет у Београду                     |
| 2016.  | Мајкл Дун Гоекјиан | ПЕП Београд            | Ајал Хајут Ман       | Универзитет у Тел Авиву          | Јун Минџунг                | Универзитет у Сеулу                        |
| 2015.  | Ашиш Кумар         | Универзитет у Кембриџу | Сајед Садик          | Међународни исламски универзитет | Иви Ју                     | Универзитет за иностране студије у Пекингу |
| 2014.  | Еленор Џонс        | Универзитет у Сиднеју  | Мубарат Васи         | Међународни исламски универзитет | Хелена Иванов              | Универзитет у Београду                     |
| 2013.  | Крис Бисет         | Универзитет Монаш      | Мартин Кик           | Универзитет Харвард              | Ари Фереира Де Куња        | Универзитет у Порту                        |
| 2012.  | Бен Волгар         | Универзитет у Оксфорду | Омар Ниво            | Универзитет Тел Авиву            | Горан Јанкулоски           | Универзитет у Београду                     |
| 2011.  | Виктор Финкел      | Универзитет Монаш      | Филип Добранић       | Универзитет у Љубљани            | Андреас Лазар              | Универзитет у Штутгарту                    |

## Светски универзитетски дебатни Савет
Светски универзитетски дебатни Савет се састоји од представника свих земаља који се такмиче на Светском универзитетском дебатном првенству. Свака земља бира једног представника за Савет (председника националне дебатне асоцијације или неко од учесника на Светском). Савет је одговоран за доношење правила и избор следећег домаћина првенства.
Светски Комитет има задатак да решава проблеме током целе године, будући да се Савет састаје једино на првенству. Комитет се састоји од различитих регионалних представника из Африке, обе Америке, Аустралије и Новог Зеланда, Велике Британије, континенталне Европе и Блиског истока. Од 2000. године главни у Светском Комитету је такође председник у Савету. Пре 2000. године, земља домаћина би именовала председника Савета.

### Председници Комитета
- 2000. - Омар Салухудин
- 2001/02. - Колм Флин
- 2002/08. - Јан Лизинг
- 2008/10. - Нил Харви-Смит
- 2010/данас - Сем Гринланд

Савет се раније одликовао чињеницом да седам земаља (САД, Канада, Енглеска, Шкотска, Ирска, Аустралија и Нови Зеланд) има посебан статус. Две трећине од набројаних земаља је било потребно за промену статута првенства, без обзира на укупан број гласова. Временом, како је број чланица растао и како се првенство одржавало у другим земљама, овакав третман је промењен. Данас у Савету јачина гласа варира од 1 до 4 по земљи, у зависности од броја институција које учествују на шампионату.

### Наредни домаћин
- 2020. – домаћин  - град Бангкок - Универзитет Асампшн